# Tooril Ong kán
Ong kán, eredeti nevén Tooril (vagy Togrul) kán a mongol nyelvű kereitek kánja, a mongol sztyepp akkori leghatalmasabb uralkodója volt a 12. század és a 13. század fordulóján. A felemelkedő Dzsingisz mongol nagykánnak előbb pártfogója, fogadott atyja, majd szövetségese, végül vetélytársa volt a sztyepp fölötti hatalomért folytatott küzdelem során, amelyben végül alulmaradt.

## Élete
A mongol sztyeppét a 12. század végén mongol nyelvű – a tulajdonképpeni mongolok, tatárok, ojrátok, merkitek – és elmongolosodott török eredetű – kereitek, najmanok – törzsszövetségek lakták, akik a későbbi mongolok előnépei voltak. Ezek közül a nesztoriánus kereitek uralkodója, kánja volt Tooril kán, akinek nevében ugyanannak a ragadozó madárnak neve rejlett,  mint a híres  szeldzsuk uralkodó Togril nevében és amelyik a magyar Árpád-dinasztia totemállata, a turul volt. 
Tooril Temüdzsin – későbbi Dzsingisz mongol nagykán – apjának, a mongol Jiszügej-baaturnak volt a fogadott testvére, mongolul andája. Ezért amikor Jiszügej-baatur halála után a mongolok cserben hagyták nemzetségét, akkor Temüdzsin apja fogadott testvéréhez, Tooril kánhoz fordult támogatásért. Ajándékul átadta neki a felesége hozományaként kapott cobolyködmönt, amivel kifejezte a kánnak való alávetettségét. Tooril pártfogásába fogadta Temüdzsint, aki apjának tekintette a kánt apja halála után.  A kántól hazafelé tartva a merkitek elrabolták Temüdzsintől feleségét, Börtét, ezért ő segítségért Tooril kánhoz és gyerekkori barátjához, Dzsamukához fordult segítségért és sikeresen kiszabadították Börtét. Temüdzsin és Dzsamuka ekkor fogadott testvérek, andák lettek. Dzsamukával hamar megronlott Temüdzsin viszonya a sztyepp fölötti uralmi törekvésiek miatt, de Tooril kán még hosszú ideig a szövetségese maradt. Temüdzsint a mongol törzsek többsége apja nyomában kánjukká választották, s ekkortól viselte a Dzsingisz kán nevet. 
Tooril és Dzsingisz együtt verték le a tatárokat, akik a kínaiakat is sokszor zaklatták. A kínaiak ezért hálából mindkettőjüket kitüntették. Tooril megkapta a vang („herceg”) címet, amelynek mongol alakja, az ong után ezentúl az Ong kán vagy Tooril Ong kán nevet viselte. Dzsamuka 1201-ben a Dzsingisz kánnal szemben álló mongol törzsekkel a mongolok gürkánjává választatta magát, és a két szövetséges kánra támadt, azok azonban visszaverték támadását. 1202-ben Ong és Dzsingisz végleg leverte és „kiirtotta” a tatárokat, pontosabban a felnőtt férfiakat mind lemészárolva. 

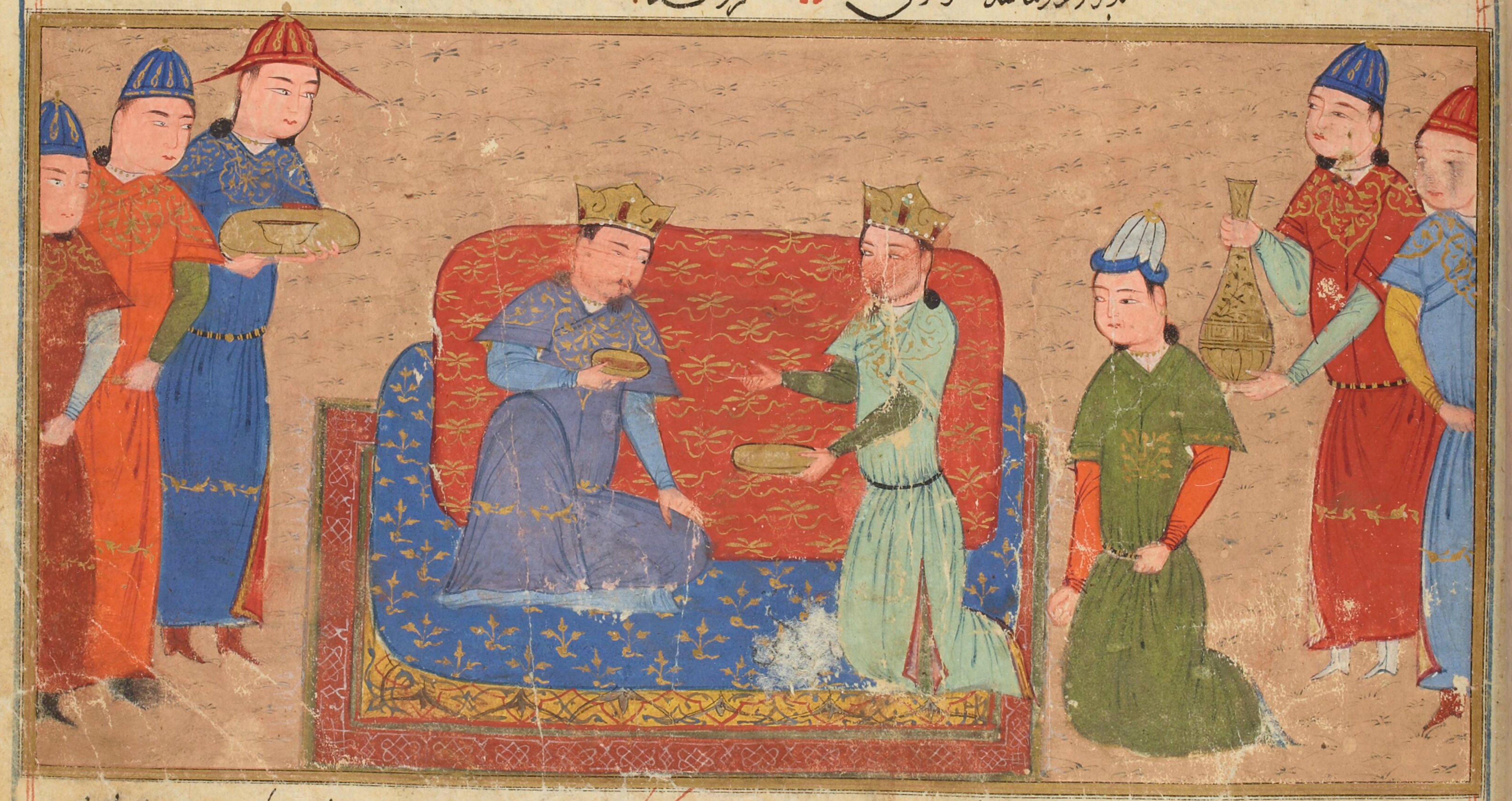
Tooril Ong kán és Dzsingisz kán a perzsa Rasid-ad-Din művében

Ezután kezdett Ong és Dzsingisz viszonya megromlani. Szétváltak útjaik, Ong kán Dzsamukához közeledett és a najmanok ellen cserbenhagyta Dzsingisz kánt. Amikor viszont a najmanok Ong kánt is megtámadták és ő szorult helyzetbe került, akkor Dzsingisz megsegítette, mert nem érezte elég erősnek magát ahhoz, hogy egyszerre számoljon le Dzsamukával, a kereitekkel és a najmanokkal. A sikeres segítségnyújtás után Ong kán esküvel fiává fogadta Dzsingisz kánt, a bizalom azonban már nem állt helyre közöttük. Eközben Ong kán fia, valamint Dzsamuka is Dzsingisz ellen  uszította Ongot, Dzsamuka pedig „figyelmeztette” Dzsingiszt, hogy Ong ellene készül.  Végül 1203-ban Dzsingisz kán sikeresen rajtaütött a kereiteken, de Ong kánnak és fiának sikerült elmenekülnie. Az életben maradt kereitek ekkor Dzsingisz kán szolgálatába álltak. Így tett a kereit dzsirgin nemzetségből származó Kadak-baatur is, aki az utolsó pillanatig kitartott Ong kán mellett, lehetővé téve annak menekülését. Dzsingisz kán méltányolta ezt a hűséget. Ong kán a najmanokhoz menekült, de egy najman előörs nem ismerte fel őt és megölte. 